# Saint-André-de-Majencoules
Saint-André-de-Majencoules ist eine französische Gemeinde mit 600 Einwohnern (Stand 1. Januar 2022) im Département Gard in der Region Okzitanien. Sie gehört zum Gemeindeverband Communauté de communes Causses Aigoual Cévennes.

## Geografie
Das Dorf Saint-André-de-Majencoules liegt am Oberlauf des Flusses Hérault. Die Arre mündet auf dem Gebiet der Gemeinde in den Hérault. Das Massiv des Mont Aigoual liegt nördlich des Dorfes.

## Bevölkerungsentwicklung
| Jahr                       | 1962 | 1968 | 1975 | 1982 | 1990 | 1999 | 2010 | 2019 |
| Einwohner                  | 736  | 661  | 588  | 547  | 564  | 556  | 621  | 599  |
| Quellen: Cassini und INSEE |      |      |      |      |      |      |      |      |